# Hovja vas
Hovja vas (nemško Pfaffendorf) je naselje v Občini Žrelec v Okraju Celovec-dežela na Koroškem v Avstriji.